# Vuku
Vuku est une localité norvégienne située dans la commune de Verdal dans le Trøndelag. L'église construite en 1655 est située au bord de la rivière Verdalselva. Le village se trouve à environ 9 kilomètres à l'est du village de Lysthaugen et à 15 kilomètres à l'est du centre administratif de Verdal, Verdalsøra. Le village comptait 222 habitants au 1er janvier 2020.